# 卡塔琳娜
卡塔琳娜（葡萄牙語：Catarina）是巴西塞阿拉州的一个市镇。总面积486.859平方公里，总人口17023人，人口密度35人/平方公里。